# Polygonatum longipedunculatum
Polygonatum longipedunculatum är en sparrisväxtart som beskrevs av S.Yun Liang. Polygonatum longipedunculatum ingår i släktet ramsar, och familjen sparrisväxter. Inga underarter finns listade i Catalogue of Life.